# ねねのOh〜!New Comer!
『ねねのOh〜!New Comer!』（ねねのオ〜!ニューカマー）は、東海ラジオで2013年10月5日から2016年9月19日まで毎週土曜日14時 - 16時、または月曜日の19時 - おおよそ20時まで放送されていたラジオ番組。
見た目はおっさん、心は乙女のねねが選りすぐりの新曲をメインに音楽シーンを盛り上げていく。

## パーソナリティー
- ねね
- 山口由里 （2013年10月 - 2014年7月、当時・東海ラジオアナウンサー）

## 放送時間、放送期間
ナイターオフ期
- 土曜 14:00 - 16:00 2013年10月5日 - 2014年3月29日、2014年10月4日 - 2015年3月21日、2015年10月3日 - 2016年3月

ナイターイン期
- 月曜 19:00 - 20:00 2014年3月31日 - 2014年9月22日、2015年3月30日 - 2015年9月21日
- 月曜 19:00 - 19:30 2016年4月 -

## コーナー紹介
- Thank you! New Comer!!!
- First Impression!!!
- New Comer Ranking!!!
- 愛のあるメッセージを紹介しちゃうわよ!!!